# Идиократија
Идиократија (енгл. Idiocracy) је филм из 2006. америчка научнофантастична-комедија у режији Мајка Џаџа, а глумци у филму су Лук Вилсон, Маја Рудолф, и Дакс Шепард. Филм говори о двоје људи који учествују у врхунском војном експерименту људске хибернације, да би се пробудили 500 година касније у дистопијском друштву где су анти-интелектуализам и комерцијализам беснели, а који је лишен интелектуалне знатижеље, социјалне одговорности и кохерентних појмова правде и људских права. 
Филм није приказан за критичаре, а дистрибутер Твентит сенчури Фокс је оптужен да је напустио филм. Упркос недостатку биоскопског издања, које је резултирало са само 495,303 америчких долара новца са благајне, филм је добио позитивне критике критичара и постао култни филм.

## Радња
Године 2005, каплар Џо Бауерс, библиотекар америчке војске, изабран је за експеримент обустављеног анимирања на основу просечног изгледа, интелигенције, понашања итд. У недостатку прикладне женске кандидаткиње у оружаним снагама, унајмљују Риту, проститутку чији је сводник "Апгрејед" подмићен да јој дозволи да учествује. Експеримент је заборављен када је полицајац ухапшен због тога што је покренуо свој прстен за проституцију под Апгреједовим туторством. У наредних пет векова, очекивања друштва 21. века осигуравају да најинтелигентнији људи не успевају да имају децу, док најмање интелигентни репродуцирају плодоносно, што кроз процес природне селекције ствара генерације које колективно постају све глупље и мршавије са сваким пролазним веком. Године 2505. Џоове и Ритине суспензионе одаје ископане су колапсом хрпе смећа величине планине, а Џоова суспензијска комора се срушила у стан Фрита Пендеја, који га је истерао. 
Бивши Вашингтон, ДЦ изгубио је већину своје инфраструктуре, а људи живе у пластичним колибама званим "домистили". Људска популација је постала морбидно глупа, компетентно говори само ниске регистре енглеског, дубоко је анти-интелектуална, а појединци су названи по корпоративним производима. Сумњајући у халуцинацију, Џо одлази у болницу, где му је дијагноза неодређена, и долази до схватања шта се десило њему и друштву. Он је ухапшен зато што није имао тетоважу за бар кодове за плаћање свог доктора, а након што му је додељен грубо неспособан Фрито као његов адвокат, он је послат у затвор. Рита се враћа својој бившој професији. 
Због неспоразума Џо је преименован у "Нат Шр" машином за тетовирање, и узима тест интелигенције пре него што је преварио стражаре да му допусте да побегне. Једном слободан, Џо пита Фрита да ли постоји временска машина која га враћа у 2005, и подмићује га обећањима о богатству кроз сложене камате на банковни рачун који ће Џо отворити у 21. веку. Фрито тврди да зна за једну, и води га са Ритом у гигантску Костко радњу, где је скенер за тетовирање идентификовао Џоа. Он је ухапшен, али је одведен у Белу кућу, где је именован за секретара унутрашњих послова, на основу тога што га је његов КИ тест идентификовао као најинтелигентнију живу особу. 
У свом говору, председник Камачо даје Џоу немогућ задатак да фиксира несташицу хране у земљи, Даст Баулс и осакаћену економију у року од недељу дана. Џо открива да се биљке у земљи наводњавају спортским пићем под називом "Бравндо", чија је матична корпорација купила ФДА, ФЦЦ и УСДА. Када је Џо заменио пиће водом, Бравндо се смањио на нулу, а половина становништва изгубила је посао, узрокујући масовне нереде. Џо је осуђен да умре у дербију за рушење чудовишног камиона у којем се налази непоражени "службеник за рехабилитацију" Биф Суприм. Међутим, дерби возило Биф Суприма је превелик за улазак у арену. 
Фрито и Рита откривају да је Џоово поновно увођење воде у тло подстакло раст вегетације у пољима. Током телевизијског догађаја они приказују усеве који се појављују на екрану стадиона, а Камачо даје Џоу пуни опрост, постављајући га за потпредседника. Џо и Рита сматрају да је "временска капсула" које је Фрито споменуо само историјска, забавна вожња у луна-парку. Након Камачовог мандата, Џо је изабран за председника. Џо и Рита се удају и добијају три најпаметнија детета на свету, док потпредседник Фрито узима осам жена и постаје отац 32 најглупља детета на свету. 

## Улоге
- Лук Вилсон као Џо Бауерс
- Маја Рудолф као Рита
- Дакс Шеперд као Фрито Пендејо
- Тери Крус као председник Камачо
- Давид Херман као секретар државе
- Џастин Лонг као доктор
- Ендру Вилсон као Биф Суприм
- Рандал Ридер as Secret Service Thug
- Бред "Скарфејс" Џордан као Апгрејед
- Томас Хејден као директор Бравндо-а
- Сара Ру као државни тужилац[2][3]

## Теме
Идеја о дистопијском друштву заснованом на дисгеници није нова. Х.Џ. Велсова Временска капсула претпоставља пренета друштво људи, баш као и кратку причу "Марширајући морони" по Кирил М. Корнблату, налик на "Епсилон-минус Полу-Морони" од Олдус Хаксли Врли нови свет.

## Продукција
Рани радни наслови укључивали су Сједињене Државе Ухх-мерике  и 3001 . Снимање се одвијало 2004. године на неколико позорница у Остин Студију  и у градовима Остин, Сан Маркос, Пфлугервил и Раунд Рок, Тексас.
Тестне пројекције око марта 2005. донеле су незваничне извештаје о лошим реакцијама публике. Након поновног снимања у лето 2005. године, тестирање у Великој Британији у августу је дало извештај о позитивном утиску.

## Издање
Идиократија оригинални датум изласка је 5. август 2005, према Мајку Џаџу. У априлу 2006. године, датум објављивања је одређен за 1. септембар 2006. године. У августу су бројни чланци  открили да је пуштање требало да се одложи на неодређено време. Идиоцратија је пуштен као што је планирано, али само у седам градова (Лос Анђелес, Атланта, Торонто, Чикаго, Далас, Хјустон, и Мајк Џаџов родни, Остин, Тексас), на само 130 биоскопа, што је углавном широко издање 600 или више биоскопа. Према америчком Остину, Твентит сенчури Фокс, дистрибутер филма, био је потпуно одсутан у промовисању овог филма; док су плакати пуштени у биоскопе, "није било филмских реклама, није било огласа, и само две фотографије", и није било медијских комплета за штампу.
Филм није приказан за критичаре. Недостатак конкретних информација од Фокса довео је до спекулација да је дистрибутер можда активно покушао да спречи да филм буде виђен од стране велике публике, док је испунио уговорну обавезу за биоскопско пуштање пре DVD издања, према Рајану Пирсону из АП. Након тих спекулација уследила је отворена критика недовољне подршке студија из Аинт Ит Кул Њуза, Тајма и Ескуира. Тајмов Џоел Стејн је написао "филмска реклама и трејлери тестирали су је филм тестиран атроцисли", али "ипак, напуштање Идиократије изгледа посебно неправедно, јер Џаџ је направио доста новца за Фокс."
У Њујорк тајмсу, Ден Мајкл је тврдио да Фокс можда одбија опрезну причу о ниско-интелигентним дисгенијама, јер компанија није хтела да вређа ни своје гледаоце ни потенцијалне оглашиваче који су негативно приказани у филму. Ова теорија је добила додатну тежину од Тери Круса, који глуми у филму као председник Камачо. У интервјуу за Г8 Магазин за 2018. он је говорио да су оглашивачи незадовољни начином на који су приказани, што је утицало на напоре студија да промовише филм. Рекао је: "Гласине су биле, јер смо користили праве корпорације у нашој комедији (мислим, Старбакс је давао ручне послове) ове компаније су нам дали своје име мислећи да ће се "напумпати", а онда смо као, "Добродошли у КостКо, волимо вас" '[испоручено моното]. Све те праве корпорације биле су попут: "Чекај мало, чекај мало" [...] било је много људи који су покушавали да се повуку, али било је прекасно. И тако је Фокс, који је власник филма, одлучио: 'Пустићемо ово у неколико биоскопа колико је то легално могуће'. Тако да има пуштања у, вероватно, три биоскопа током једног викенда и то је исисано напоље, у вртлог". У 2017. години, судија је изјавио за Њујорк Тајмс да је недостатак маркетинга и широко објављивање филма резултат негативних тестова. Он је додао да је Фокс касније одлучио да филму не да јак маркетиншки потицај, јер је дистрибутер веровао да ће развити култ након усменог излагања и надокнадити свој буџет кроз продају кућних видео записа, као што је филм Канцеларијски простор имао претходни филм.

### Благајна
| Филм        | Датум изласка             | Приходи од благајни       | Приходи од благајни | Приходи од благајни | Бок оффице ранкинг | Бок оффице ранкинг    | Буџет    | Референце |
| Филм        | Сједињене Америчке Државе | Сједињене Америчке Државе | Интернационално     | Широм света         | Све време САД      | Све време широм света | Буџет    | Референце |
| ----------- | ------------------------- | ------------------------- | ------------------- | ------------------- | ------------------ | --------------------- | -------- | --------- |
| Идиократија | 1. септембар 2006         | $ 444,093                 | $ 51,210            | $ 495,303           | # 6,914            | Непознат              | Непознат | [ 24 ]    |

Приходи из благајни у САД износили су 444,093 долара, а најшире издање било је 135 биоскопа. 

### Пријем
Иако није унапред приказан за критичаре, Идиократија је добио позитивне критике. На Ротен томејтоуз, филм има 76% одобрење, на основу 45 коментара, са просечном оценом 6.5 / 10. Критички консензус на сајту гласи: " Идиократија испоручује урнебес и ужасну сатиру која може доћи само од Мајка Џаџа".  Што се тиче Метакритика, филм има резултат од 66 од 100, на основу 12 критичара, што указује на "генерално повољне критике". 
Рецензија Лос Анђелес тајмса Карина Кокано описала је то као "спот на" сатири и "смртоносно смешну визију америчке будућности", иако је "заплет, наравно, глуп и није баш везан логиком. У Ентертејмент Виклију преглед дуге само 87 речи,  Џошуа Богата да је филм од "Д", наводећи да "нас: Мајк Џаџа моли да размисле о будућности у којој Бритни и Кевин Федерлајн су као нови Адам и Ева." АВ Клуб Нејтан Рабина пронашао је Лука Вилсона "савршено глумца   ... као суштински свако "; и написао је филм:" Као и супериорна научна фантастика, да Идиократијаја користи фантастичну будућност да коментарише садашњост.   . . . Постоји добра шанса да ће судије паметно прост Идиоцратија бити у заблуди за оно што је сатиризинг." 
Филм је такође био добро прихваћен у другим земљама. Џон Патерсон, критичар британског листа Гардијан, написао је: "Идиократија није ремек-дело - чини се да је Фокс укочио суца на новац у свакој фази - али то је бескрајно смешно", а популарност филма описује гледање филма" полупразна кућа. Два дана касније, исто место, иста емисија препуне-оут."  Бразилски часопис Веја назвао је филм "политички некоректан", препоручио да читаоци виде DVD и написао "филм је летео кроз [америчке] биоскопе и није се отворио у Бразилу. Доказ да будућност коју разматра судија није толико далеко."
Критичар Алекандар Кобал са бразилског сајта Сајн Плејерс, док је филму дао 5/5 заједно са другим рецензентом, написао је: " Идиократија није баш   ... смешно ни   ... иновативно, али то је филм који ће вас навести да размишљате, чак и ако за пет минута. И за то успева да остане један ниво изнад ужасног просека комедија филмова објављених последњих година у Сједињеним Државама." 
Салон писац Адам Џонсон оптужио је филм о подршци еугенике, рекавши: "Иако је филм довољно паметан да би се избегао отворени расизам, он прво улази у груби класизам". 

### Кућни видео
Идиократија је објављена на DVD-у 9. јануара 2007. године. Зарадио је 9 милиона долара на DVD-у, преко 20 пута више од бруто прихода домаће канцеларије испод 450.000 долара. 
У Великој Британији, необрезане верзије филма приказане су на сателитском каналу Ски Комеди 26. фебруара 2009. године, а Фривијева премијера је приказана на Филму4 26. априла 2009. године.

## Коментари
Током 2016. председничких избора, писац Итан Коен  су изразили мишљење да су предвиђања да је филм приближавају на тачност, је током општег избора, директор Мајк Џаџ такође рекао. У то време, судија је такође упоредио републиканског председничког кандидата Доналда Трумпа - који је касније победио и постао председник Сједињених Држава - до глупог рвача који је глумио у филму - преокренутог председника, Двејн Елизондо Маунтејн Див Херберт Камачо. На питање о предвиђању будућности, он је приметио: "Ја нисам пророк, био сам одсутан за 490 година."

## Спин-оф
У августу 2012, Крус је рекао да је у разговору са директором Џаџом и Фоком око могућег Идиократијског спин-офа са његовим карактером председника Камача, првобитно замишљеним као веб серија. Недељу дана пре избора 2012. године, он је репризирао лик у серији кратких филмова за сајт Фани-ор-Дај. У јуну 2016, пре председничких избора у новембру, Ролинг Стоун је објавио чланак наводећи да би судија и Кохен производе Идиократија тематске рекламе за кампању супротстављене председничкој кампањи Доналда Трампа је да се не дозволи од Фокс да то уради. Међутим, Бизнис Инсајдер је касније објавио да огласи неће ићи унапред како је планирано.